# Карула (волость)
Ка́рула (эст. Karula) — бывшая волость на юге Эстонии в составе уезда Валгамаа.

## Положение
Площадь занимаемой территории — 230 км². На 1 января 2011 года численность населения составляла 1025 человек. 

В непосредственной близости от западной границы волости находится уездный город Валга. Также западная часть граничит с Латвией.
Административный центр — деревня Люллемяэ. Кроме этого, на территории волости находятся ещё 14 деревень: Каагярве, Карула, Кирбу, Кообассааре, Каарикмяэ, Лонди, Лусти, Люллемяэ, Пиккярве, Пугритса, Раавитса, Ребасемыйза, Вальтина и Вяхеру.
Название волости исторически связано с нем. Karolen, Carroll, что на эстонский манер — Carvele.

## Природа
Природа является типичной для Южной Эстонии. Пологая западная часть переходит в холмистый ландшафт возвышенности  Карула на востоке региона. Высочайшей точкой является холм Торнимяэ — 137,85 метров над уровнем моря. 

На территории волости расположены 32 озера.
Примерно половину земель волости занимают лесные угодья, в которых водится много лосей, кабанов, косуль, различных видов птиц и мелкого зверья. Леса очень хорошо подходят для рыбалки и охоты.
Природоохранная зона Карулаского заповедника была преобразована в 1993 году в Национальный парк Карула. Он занимает 50 км² территории волости,  а в целом — более трети всей площади возвышенности Карула.